# オボレンスク公国
オボレンスク公国（ロシア語: Оболенское княжество）はチェルニゴフ公国領に成立した分領公国である。首都はオボレンスク(ru)にあり、オカ川上流公国群の一つである。

## 歴史
1246年にチェルニゴフ公ミハイルが死ぬと、チェルニゴフ公国は、ミハイルの4人の子に分割相続された。子のうちの1人であるユーリー(ru)はタルーサ公国を形成したが、オボレンスクはタルーサ公国に属していた。ユーリーの死後、タルーサ公国も子らによって分割相続され、末子コンスタンチン(ru)がオボレンスク公国を形成した。ただし、コンスタンチンの実在に関して疑問を呈する説もある。オボレンスク公国に関する史料はごくわずかであり、オボレンスク公（ならびにタルーサ公）の系譜は、子孫のオボレンスキー家(ru)の記録内にあるのみである。
初代オボレンスク公コンスタンチンは、モスクワ大公国との同盟に従い、1368年にリトアニア大公国のアルギルダスに対する遠征軍に参加した。また、コンスタンチンの子セミョーンとイヴァン(ru)は、1375年のモスクワ大公国によるトヴェリ大公国への遠征、1380年のクリコヴォの戦いに参加した。
イヴァンの子孫は、15世紀半ばにはすでにモスクワ大公国に仕え、公位を承認されている。1494年にオボレンスク公国領はモスクワ大公国に接収されるが、オボレンスク公の一族はモスクワ大公国の貴族、オボレンスキー家として命脈を保った。